# Prinz Methusalem
Prinz Methusalem är en operett i tre akter med musik av Johann Strauss den yngre och libretto av Victor Wilder och Alfred Delacourt. Operetten hade premiär den 3 januari 1877 på Carltheater i Wien.

## Historia
Den enorma succé som tillkom efter Parispremiären av La Reine Indigo, den franska versionen av Strauss första operett Indigo und die 40 Räuber (1871), sporrade Strauss att försöka komponera en äkta 'Fransk operett'. Dittills hade alla Strauss operetter haft premiär på Theater an der Wien, men nu tog teaterdirektören för den rivaliserande Carltheater, Franz Jauner, chansen och erbjöd Strauss texten till vad som skulle komma att bli Fatinitza, vilken librettisterna Friedrich Zell och Richard Genée hade skrivit utifrån ett tidigare verk av Eugène Scribe. Strauss förkastade projektet (Franz von Suppé skulle senare fira triumfer med sin operett Fatinitza 1876) varpå Jauner istället gav i uppdrag åt de franska librettisterna Victor Wilder och Alfred Delacour att skriva en text. Resultatet blev Prinz Methusalem (Prince Methuselah), men det var skådespelaren Karl Treumann som översatte och redigerade den franska texten till tyska. Strauss hustru Jetty skrev i ett brev den 15 november 1875: "Direktör Jauner har köpt en operatext från Wilder och Delacour, vilken Jean [= Johann] komponerar för Carltheater. Ämnet är mycket roligt och verserna är sådana att Jean inte behöver ändra något. Han har redan tonsatt en fjärdedel av operetten, vilken Wilder kommer att redigera. Han skulle föredra om den [= operetten] kunde framföras i Paris, och det är var Jauner också önskar; åtta dagar senare skulle den framföras i Wien". 
Premiären ägde rum den 3 januari 1877 och Strauss dirigerade själv sitt verk. Den kvinnliga huvudrollen sjöngs av den ungerska sångerskan Antonie Link (1853-1931), redan berömd för att ha sjungit rollen som Fatinitza i Suppés operett med samma namn och som senare skulle bli än mer berömd för titelrollen i Suppés operett Boccaccio (1879). Succén var given även om Strauss inte tyckte att orkestern nådde upp till den kvalitet som han vant sig vid på Theater an der Wien. Med 80 föreställningar på Carltheater blev operetten ändå inte den framgång som man hoppats på. Recensenten i tidningen Fremden-Blatt skrev lyriskt om verket (5 januari 1877): "Wienerkompositören framför alla andra ville åstadkomma ett franskt verk; han ville bli Offenbach II, men han förblir Strauss I. Trots att han gärna ville det så var han oförmögen att förneka sin egen artistiska självständighet, och liksom en tröstande solstråle bröt hans originella talang genom de moln som hade hopat sig vid horisonten, och den värmde och eggade hans beundrare". Som kontrast fördömde tidskriften Hans Jörgel (volym 6, 1877) den nya operetten: "Franskt storhetsvansinne börjar stiga år hans [Strauss] huvud och han har förkastat personerna som skrev librettot till 'Indigo', 'Carneval in Rom', 'Läderlappen' och 'Cagliostro' till förmån för en fransman som skrivit det ointressanta librettot till 'Prinz Methusalem', vilket trots Treumanns utomordentliga hantverk har förvandlat den senaste av vår favorits operetter till den sämsta!" Theater an der Wien satte upp Prinz Methusalem först den 13 april 1905, men framfördes bara 13 gånger fram till den 4 februari 1912. I Göteborg spelades den med framgång så sent som 1921 då en kritiker skrev: "Den som inte hade roligt åt denna föreställning, kan inte ha hjärtat på rätta stället!"
Den 3 december 1879 framförde Mindre teatern i Stockholm Prinz Methusalem och den spelades 27 gånger.

## Personer
- Trombonius
- Vulcanio
- Pulchinella
- Sigismund
- Methusalem
- Cyprian
- Sophistika
- Carbonazzi
- 4 Bravos
- Spadi
- Gasparo

## Handling
Två monarkier har bestämt sig för att gifta samman den ena statens prins med den andra statens prinsessa. Men under bröllopsförberedelserna inträffar det oväntade att revolution utbryter i prinsens hemland. Detta leder genast till att prinsessans föräldrar inte längre tycker att alliansen är passande.

## Musiken
Operetten består av följande musiknummer:
- Ouvertyr
- Nr. 1 Introduktion och kör: (kör)
- Nr. 2 Kör och ensemble: (Vulcanio)
- Nr. 3 Arietta: (Pulchinella, Sigismund och kör)
- Nr. 4 Kör, ensemble och kuplett: (Pulchinella, Methusalem, Sigismund, Cyprian, kör)
- Nr. 5 Duett: (Pulchinella, Methusalem)
- Nr. 6 Ensemble: (Cyprian, Sophistika, Methusalem, Pulchinella, Sigismund, kör)
- Nr. 7 Final I: (Emilie, Adami, Fodor, Lieven, Cagliostro)
- Nr. 8 Kör
- Nr. 9 Kvintett: (4 Bravos, Trombonius)
- Nr. 10 Duett: (Pulchinella, Methusalem)
- Nr. 11 Romanze: (Pulchinella, Sigismund)
- Nr. 12 Kuplett: (Sigismund, kör)
- Nr. 13 Final II
- Nr. 14 Soldatkör: (Spadi, Gasparo)
- Nr. 15 Kuplett och kör: (Spadi, Gasparo, kör)
- Nr. 16 Melodram och duett: (Sophistika, Cyprian)
- Nr. 17 Duett och kör: (Trombonius, Bravo I, kör)
- Nr. 18 Generalslied: (Methusalem, kör)
- Nr. 19 Walzer-Duett: (Pulchinella, Methusalem)

### Musikaliskt återbruk
Under många år hade familjen Strauss gjort reklam för olika kompositörers operor och operetter genom att sammanställa egna orkesterverk med teman från verken. I och med Indigo und die 40 Räuber påbörjade Johann Strauss ett liknande tillvägagångssätt men denna gång med sina egna operetter. Utifrån musiken till Prinz Methusalem sammanställde han sammanlagt fem separata orkesterverk:
- O schöner Mai!, Vals, Opus 375
- Methusalem-Quadrille, Kadrilj, Opus 376
- I-Tipferl-Polka, Polka-francaise, Opus 377
- Banditen-Galopp, Polka-Schnell, Opus 378
- Kriegers Liebchen, Polkamazurka, Opus 379